# Osobní dopravník

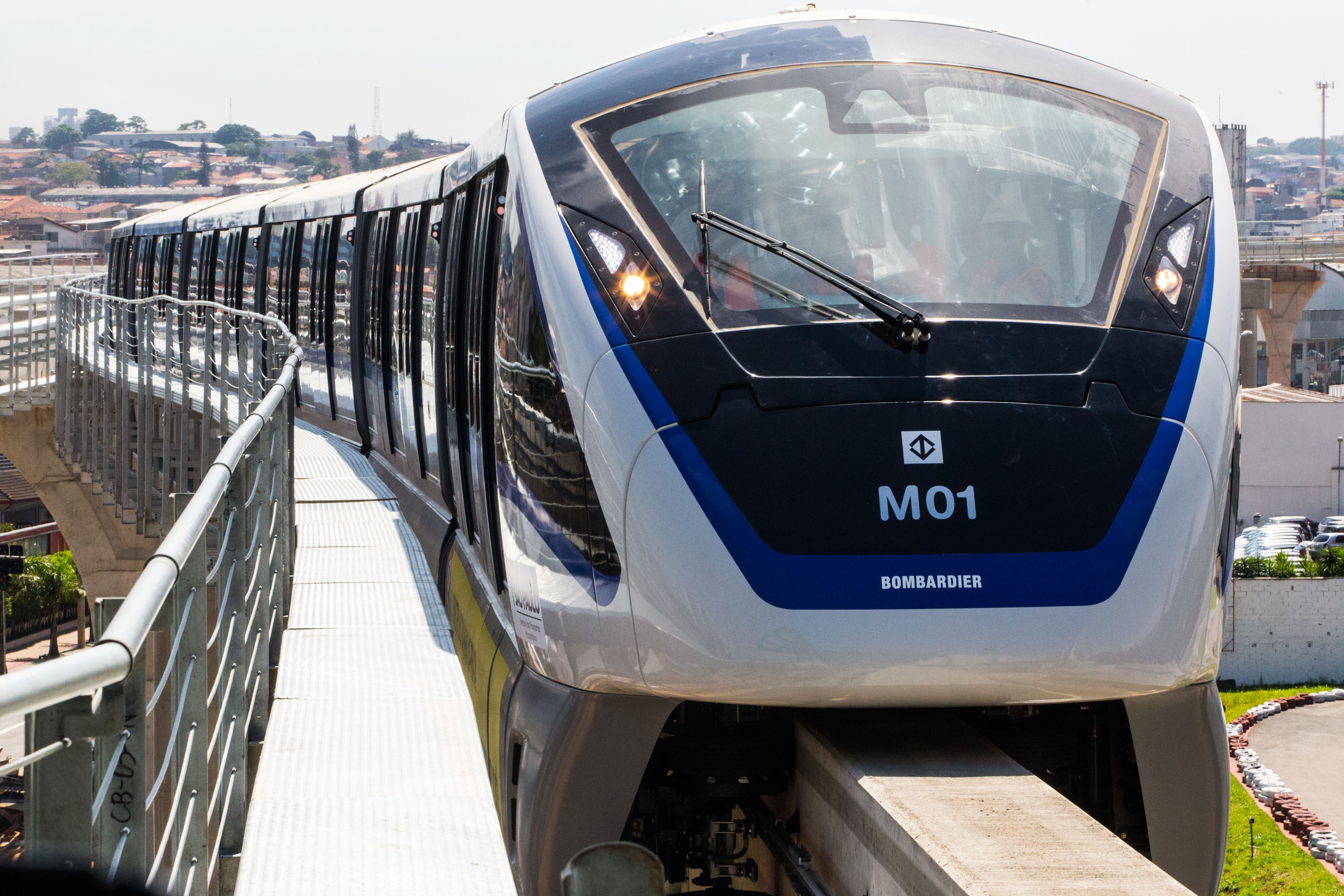
Innovia Monorail 300, São Paulo, Brazílie

Osobní dopravník (people mover) je technicky nekonvenční systém veřejné osobní dopravy bez řídicího personálu ve vozidle. Používá se i zkratka APM (automated people mover). Systémy s vozidly s obsaditelnosti méně než cca 10 osob, které jedou podle potřeby na znamení, nejsou zařazeny do kategorie people mover, avšak jsou označeny jako personal rapid transit (PRT).

## Technické podoby
Osobní dopravník je především koncepce provozu a řídicí a zabezpečovací techniky. Proto se vyskytují z hlediska technologie vozidel a dopravní cesty zcela různorodá řešení:
- monoraily,
- pozemní lanové dráhy (cable car, cable liner atp.),
- véhicule automatique léger (automatické lehké vozidlo) a jiné systémy s betonovou dráhou a koly s gumovými pneumatikami,
- visutá dráha,
- (více či méně konvenční) železnice.

Společným prvkem všech systémů je zcela mimoúrovňové vedení trasy na estakádách nebo v tunelech, případně oplocení úrovňových úseků za účelem vyloučení kolizí s jinými vozidly, osobami či zvířaty.

## Uplatnění
Systémy typu osobní dopravník se používají při větších dopravních proudech na krátké vzdálenosti, kde je největší přínos krátkých intervalů. Nejčastěji jsou proto k nalezení na velkých letištích, ale i v turistických oblastech a centrech měst. Pod názvem dráha podpěrných bodů existuje koncepce systému automatizované veřejné dopravy na venkově, která se vyznačuje minimalistickou dopravní cestou, aby dodržovala přiměřené náklady systému i při menší poptávce.